# Sagiolechia
Sagiolechia — рід грибів родини Sagiolechiaceae. Назва вперше опублікована 1854 року.

## Класифікація
Згідно з базою MycoBank до роду Sagiolechia відносять 9 офіційно визнаних видів